# Joanes Etxeberri
Ne doit pas être confondu avec Joanes Etxeberri Ziburukoa.
Joanes Etxeberri, né à Sare, Labourd, en 1668 et mort à Azkoitia, Guipuscoa, en 1749 est un écrivain et médecin basque.  

## Biographie
Joanes Etxeberri suit ses études chez les jésuites de Pau, puis obtient un baccalauréat en médecine à l'université de Toulouse. Marié à Maria Itsasgaratere, ils eurent onze enfants. 
Il se rend ensuite au Pays basque espagnol où il signe son premier contrat avec la ville de Bera. Il travaille ensuite à Fontarrabie puis à Azkoitia où il réside jusqu'à son décès en 1749. 
En 1718, il fait imprimer à Bayonne son livre Lau urdiri gomendiozco carta edo guthuna. Ses autres écrits furent publiés après sa mort. Ils traitent tous de la langue basque à laquelle Etxeberri souhaite redonner ses lettres de noblesse face au développement du français parmi la Bourgeoisie au Pays basque. Il défend son utilisation comme langue d'enseignement. 